# Władysław Witwicki
Władysław Witwicki (30. dubna 1878 Lubaczów – 21. prosince 1948 Konstancin) byl polský psycholog (zkoumal mj. psychologii náboženství), filosof, překladatel (hlavně Platónových děl), teoretik umění, umělec, profesor na Varšavské univerzitě. Je považován za jednoho ze zakladatelů polské psychologie. Je rovněž autorem teorie kratismu (řecky kratos – síla, moc), která vysvětluje a ospravedlňuje změny v emocionálních stavech jedince ve snaze dosáhnout pocitu moci. Při formování této teorie byl inspirován díly Aristotela, Nietzscheho, Hobbese či Spencera.